# 대마인 아사기
대마인 아사기(対魔忍アサギ)는 2005년 10월 블랙 리리스에서 개발 및 발매된 에로게다. 이후 2008년까지 총 3개 작품이 리리스의 DL버전으로 출시되었다.
2014년부터 DMM을 통해 이를 바탕으로 한 웹 게임 대마인 아사기 결전 아레나가 서비스 됐지만, 2019년 8월부터는 완전히 서비스 종료.

## 개요
에로게를 개발하고 있던 리리스가 2006년 출시한 능욕 게임. 캐릭터의 약점이나 비리를 가지고 루트를 플레이하는 기존 에로게와 다르게 히로인의 과감한 성 개발 등으로 큰 인기를 불러 모아서 애니메이션 화가 되는 등 히트했다. 2008년 3편을 끝으로 정규 시리즈는 완결했지만, 2014년에는 이 게임을 소제로 한 18금 웹게임 대마인 아사기 결전 아레나를 서비스 하고 있다.

## 등장인물
- 이가와 아사기:본 작의 주인공. 루트에 따라 능욕당하고 성 개발이 되어, 남들보다 1000배 이상의 민감한 성감대를 가지게 되었다.
- 이가와 사쿠라:
- 요보로:본 작의 주요 적.

## 시리즈
- 대마인 아사기 시리즈
  - 대마인 아사기2
  - 대마인 아사기3
  - 대마인 유키카제
  - 대마인 아사기 결전 아레나

## 같이 보기
- 리리스